# Harry Stack Sullivan
Herbert ”Harry” Stack Sullivan, född 21 februari 1892 i Norwich, New York, död 14 februari 1949 i Paris, var en amerikansk neofreudiansk psykiater och psykoanalytiker.

## Biografi
Sullivan var son till irländska invandrare och växte upp i dåvarande anti-katolska staden Norwich, New York, vilket resulterade i en social isolering som kan ha inspirerat hans senare intresse inom psykiatrin. Han gick i skola i Smyrna Union School, sedan tillbringade två år på Cornell University från 1909 för att sedan ta sin medicinska examen i Chicago College of Medicine and Surgery 1917.
Tillsammans med Clara Thompson, Karen Horney, Erich Fromm, Otto Allen Will, Jr., Erik H. Erikson, och Frieda Fromm-Reichmann, lade Sullivan grunden för att förstå den enskilde baserat på det nätverk av relationer som han eller hon lever i. Han utvecklade en teori om psykiatrin som bygger på mellanmänskliga relationer, där kulturella krafter till stor del svarar för psykiska sjukdomar. Sökande efter tillfredsställelse genom personligt engagemang med andra ledde Sullivan till att karakterisera ensamhet som den mest smärtsamma mänskliga erfarenheten. Han utökade också den freudianska psykoanalysen för behandling av patienter med svåra psykiska störningar, särskilt schizofreni.
Sullivans arbete om mellanmänskliga relationer blev grunden för interpersonell psykoanalys, en skola för psykoanalytisk teori och behandling, som betonar detaljerad undersökning av nyanserna i patienternas mönster för att interagera med andra.
Sullivan var den första att mynta begreppet "problem i levandet" för att beskriva hur svårigheterna med sig själv och andra upplevs av dem med så kallade psykiska sjukdomar. Denna fras har senare plockats upp och populariserats av Thomas Szasz, vars arbete var en grundläggande resurs för antipsychiatryrörelsen. "Problem i levandet" blev rörelsens bästa sätt att beskriva manifesteringen av psykiska störningar.
Sullivan var också en av grundarna av William Alanson White Institute, som av många anses vara världens ledande oberoende psykoanalytiska institution och av tidskriften Psychiatry 1937. Han ledde Washington (DC) School of Psychiatry 1936-1947.

## Eftermäle
Sullivan utvecklade en socialpsykologisk personlighetsteori, som bland annat hävdar att personlighetsbegreppet är meningsfullt endast om personligheten ses som något som existerar i relation mellan individer. Även om han publicerade relativt lite under sin livstid, har han påverkat generationer av psykoanalytiker, framför allt genom sina föreläsningar på Chestnut Lodge i Washington, DC. Leston Havens kallade honom det viktigaste fristående inflytande i amerikansk psykoanalys. 
Sullivans idéer samlades och publicerades postumt, redigerad av Helen Swick Perry, som också publicerade en detaljerad biografi 1982 (Perry, 1982, Psykiater of America). Följande verk finns i särskilda samlingar:
- (MSA SC 5547) vid Maryland State Archives i Annapolis: Conceptions of Modern Psychiatry, Soundscriber Transcriptions (februari 1945-maj 1945);
- Föreläsningar 1-97 (börjar 2 oktober 1942); Georgetown University Medical School, Föreläsningar (1939);
- Personal Psychopathology (1929-1933); Psychiatry of Character and its Deviations - odaterade anteckningar.